# 伯里圣埃德蒙兹修道院

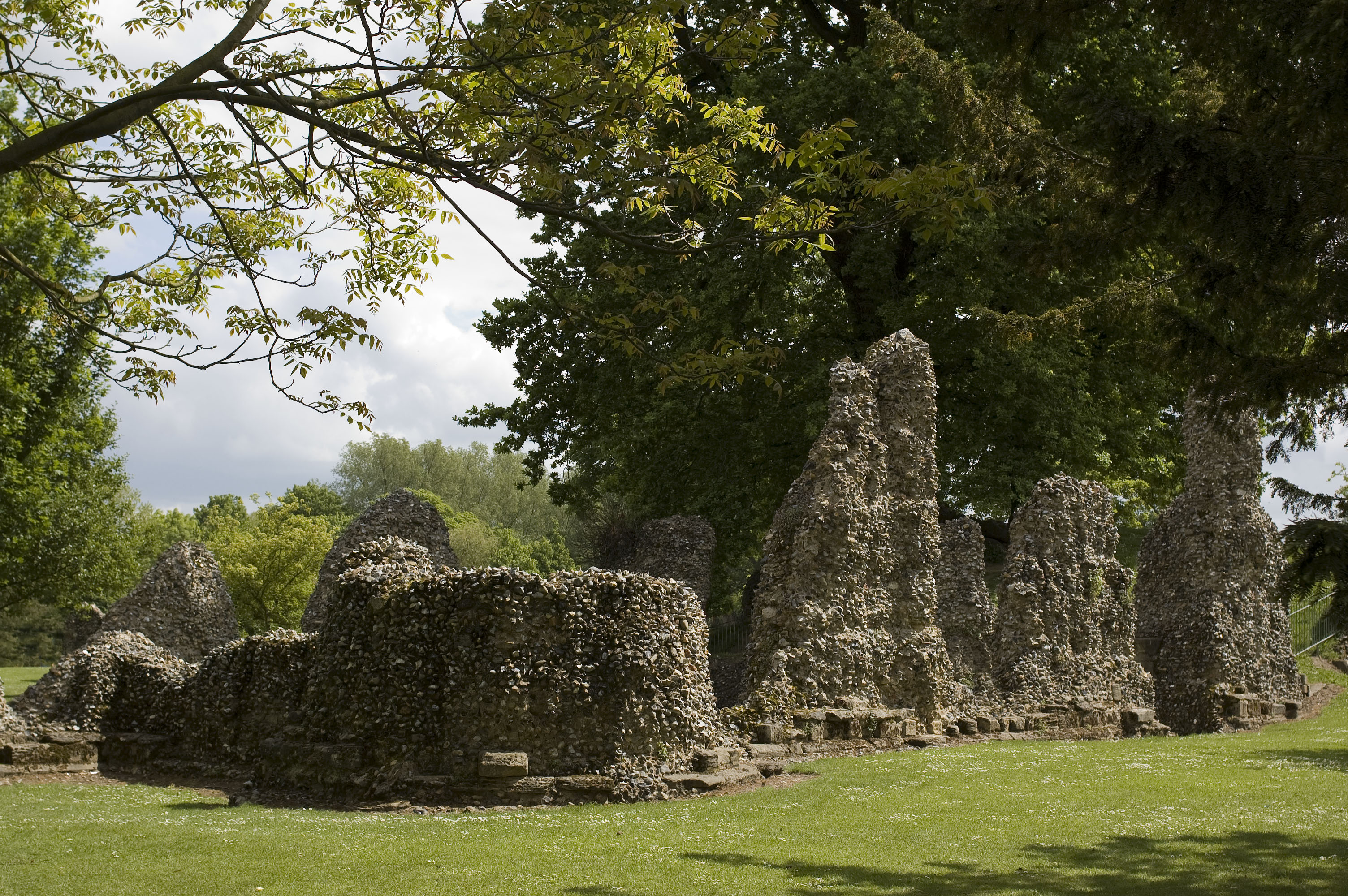
遗址

伯里圣埃德蒙兹修道院（Abbey of Bury St Edmunds）是英格兰本笃会下屬的一個修道院，它位於英格兰萨福克郡圣埃德蒙兹伯里。該修道院於1539年解散修道院期間被當局解散。修道院花园則保存至今。 

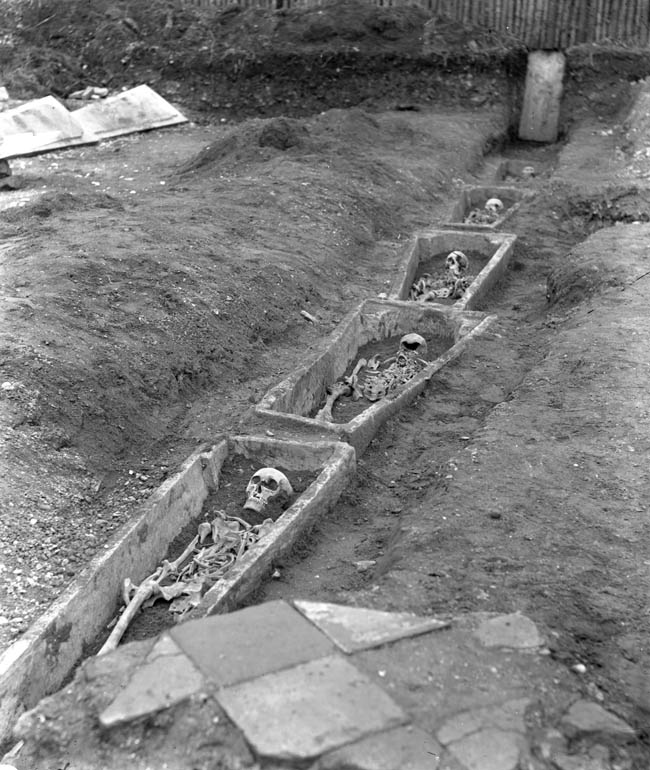
修道院院长的坟墓，照片攝於1903年，从前到后的遺骸分別是：沃尔波尔的埃德蒙（1248-1256）、拉什布鲁克的亨利 (1235–1248)、伊利岛的理查 (1229–1234)、参孙（1182–1211）；和奥丁（1148-1157）